# Pianta calcifuga
Una pianta calcifuga è una pianta che non tollera il suolo basico.

## Etimologia

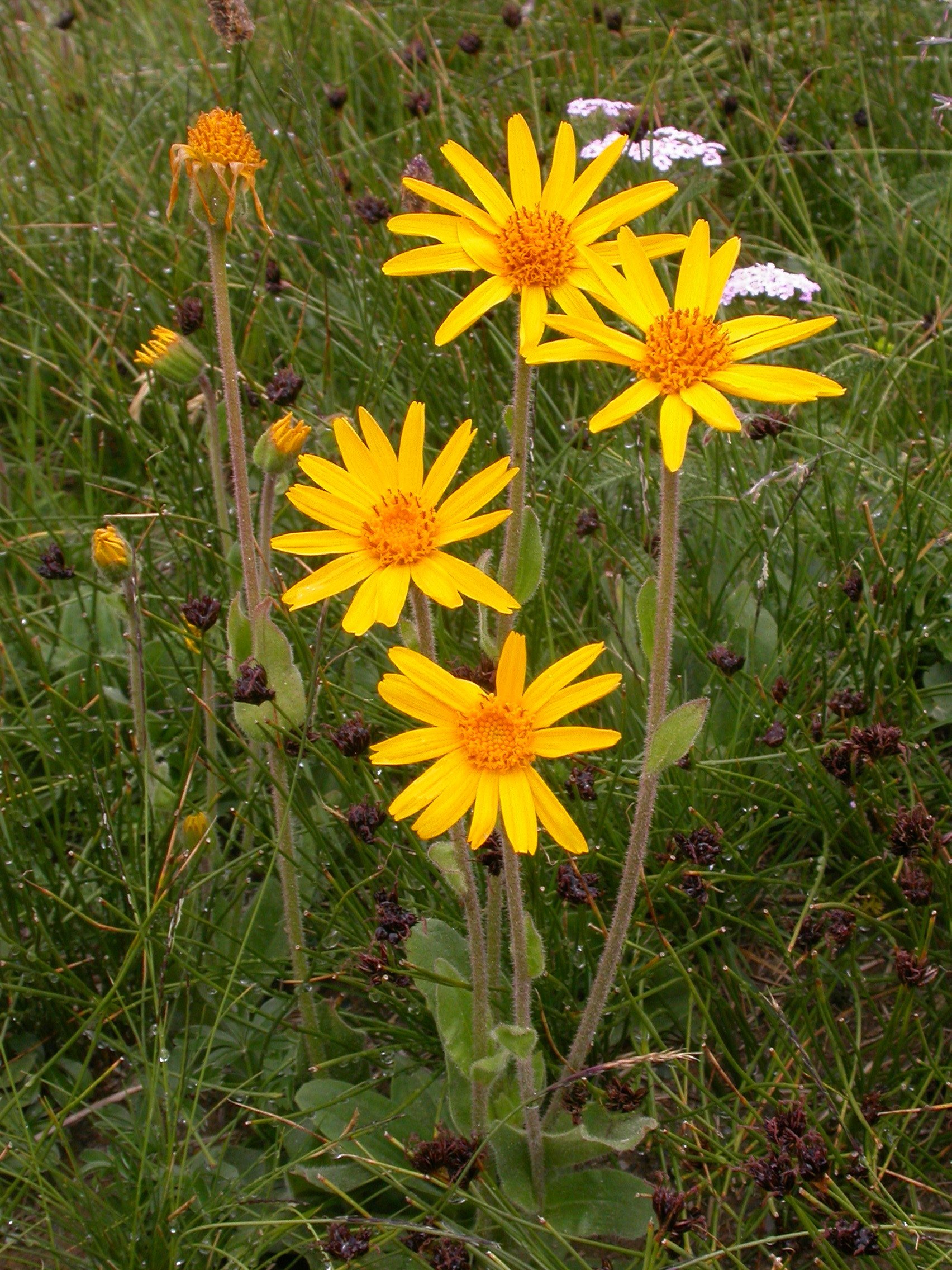
Arnica montana, una specie calcifuga

Il termine deriva dal latino fuggire dal calcare. Inizialmente tali piante furono denominate silicicole, ma il nome venne poi cambiato quando è stato assodato che alla base del fenomeno non c'era la preferenza per alti tenori in silice ma gli affetti negativi del calcare.

## Fisiologia
Non è la presenza di ioni carbonato o idrossido a essere di per sé nociva per queste piante, ma il fatto che il ferro diventa meno solubile in condizioni basiche. Di conseguenza, le calcifughe cresciute su suoli basici sviluppano di frequente i sintomi di carenza da ferro. 

## Diffusione
Molte piante coltivate sono calcifughe, la maggior parte delle quali richiedono un terriccio con un pH basso, composto principalmente da torba acida di sfagno.
Le piante del genere Erica sono tipicamente calcifughe. Alcuni esempi sono brugo, camelia, rododendro e azalea. L'opposto di calcifuga è calcifila o calcicola.